# André Bobola
Saint André Bobola, né le 30 novembre 1591 à Strachocina (Pologne) et mort (assassiné) le 16 mai 1657 à Janow Polesski (Belarus), était un prêtre jésuite polonais. Travaillant au rapprochement entre orthodoxes et catholiques, il fut torturé et assassiné en haine de la foi catholique. Il est un des saints patrons de la Pologne.
Canonisé par le pape Pie XI en 1938, il est liturgiquement commémoré le 16 mai.

## Sa vie

### Jeunesse et formation
Né dans une famille distinguée de petite noblesse, André Bobola, fit ses études jusqu'en 1611 au collège jésuite de Braniewo et entra ensuite au noviciat des Jésuites, à Wilno, aujourd'hui Vilnius. Deux ans plus tard, le 31 juillet 1613 il prononça ses premiers vœux religieux (pauvreté, chasteté, obéissance).
Toujours à Vilnius, il étudie la philosophie pendant trois ans. Il effectue alors deux ans d'expérience apostolique et pédagogique (Régence) au collège de Braniewo où il enseigne la grammaire, puis à celui de Polotsk, avant d'entamer des études de théologie (1618-1622). En mai 1621 il est diplômé mais abandonne son projet de thèse.
Il est ordonné prêtre à Vilnius, le 12 mars 1622, jour de la canonisation à Rome d'Ignace de Loyola et de François Xavier, deux des fondateurs de la Compagnie de Jésus puis est nommé recteur de l'église de Nieśwież.
À la fin de l'été 1622, André Bobola commence son Troisième An, dernière année de formation jésuite. Il le fait sous la direction de Philippe Frisius, docteur en théologie. Il est finalement appelé à la profession solennelle. Le 2 juin 1630, la célébration a lieu, dans l'église Saint-Casimir à Vilnius.

### Apostolat pastoral et spirituel
André Bobola fut recteur de l'église de Nieśwież, avant d'être nommé à Vilnius où, entre 1624 et 1630 il travailla comme modérateur des Congrégations mariales. 
En 1630 André devient supérieur de la maison de Bobrujsk puis commença une carrière de prédicateur itinérant qui le conduira à se rendre à Bobrouïsk, Rock, Varsovie, puis Plock, Lomza, Pinsk, Wilno, avant de retourner à Pinsk en 1652 où il finira sa vie.

### Son martyre
Au XVIIe siècle, sur la partie orientale de la Pologne, se croisaient les influences à la fois de Rome et de Moscou. Les chrétiens orthodoxes étaient divisés, certains souhaitaient un rapprochement avec Rome, d'autres le refusaient. Les Cosaques, avec à leur tête Bogdan Chmielnicki, entreprirent de mener une sorte de croisade contre les catholiques. Leur but était certainement plus politique que religieux. Il entra en guerre contre la Pologne, les motivations politiques, sociales et enfin religieuses se mêlant pour susciter encore plus de violence.
Des monastères et des églises sont détruits, les terres de Dniepr sont dévastées, il y a des milliers de morts. André Bobola est considéré comme un prédicateur catholique très influent. Les Cosaques réussissent à le faire prisonnier, dans les environs de Janow Podlaski.
Là, André est attaché, dénudé, battu, frappé, écartelé par des chevaux, piqué avec des lances pour qu'il reste conscient, son corps martyrisé est traîné dans toute la ville. Enfin mort, sa dépouille est enterrée dans le sous-sol de l'église des jésuites, à Pinsk, et oubliée. C'était le 16 mai 1657.

## Les reliques du saint

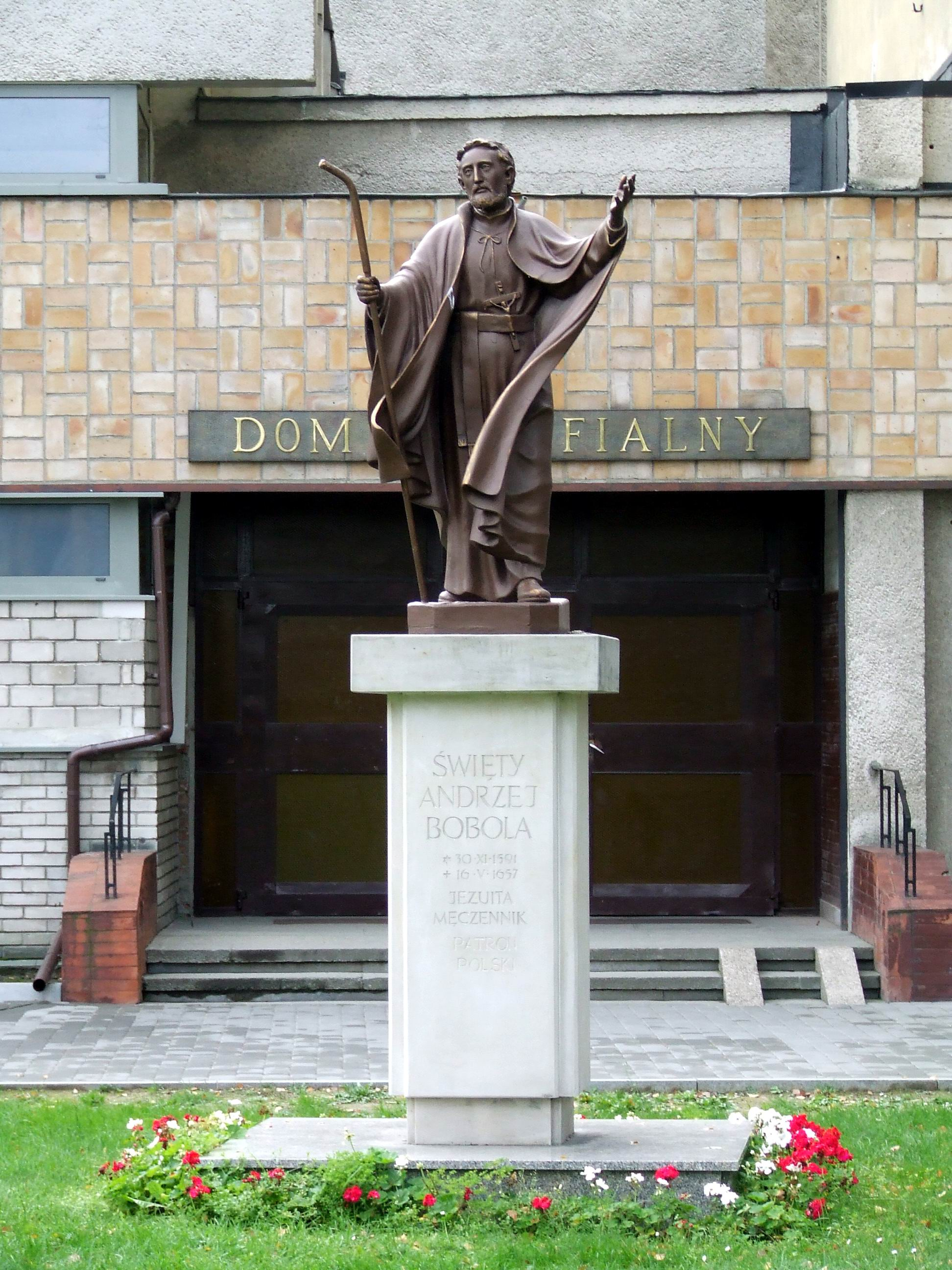
Statue de Saint André Bobola à Varsovie

Son tombeau a été ouvert en 1808 et son corps a été trouvé incorrompu. 
Le partage de la Pologne a retardé le procès de béatification d'André. En 1853 toutefois, il était regardé comme celui qui avait prédit l'indépendance du pays. Après la Première Guerre mondiale, la vénération pour André Bobola prit de l'importance.
En 1923, ses reliques sont transportées d'abord à Moscou, puis, en 1924, elles sont rachetées par le Saint-Siège, et déposées dans l'église jésuite du Gesù.
Enfin, le 17 juin 1938, elles sont ramenées à Varsovie. Déjà, André Bobola était considéré comme le saint patron de la Pologne, mais il fallut attendre le 16 mai 2002 pour que ce titre lui soit attribué officiellement.
À cette occasion, les évêques polonais écrivirent : « La vie de Saint André Bobola, qui se termina par un martyre, fut comme un grain tombé dans la terre dans la période difficile de la Pologne, pour donner après des siècles, du fruit dans la renaissance de la Pologne, d'abord après la Première Guerre mondiale, et ensuite après la chute du communisme. Saint André est patron d'évangélisation dans les temps de difficultés. La liberté politique et sociale aujourd'hui retrouvée est pour nous toujours un défi qui exige un renouveau religieux et moral. Nous avons besoin d'un esprit de renaissance aussi bien en face des divisions qui se sont montrées après la chute du communisme, que dans la perspective de la nouvelle évangélisation de l'Europe qui s'unit.»
Le sanctuaire Saint-André-Bobola qui accueille ses restes est déclaré sanctuaire national par la Conférence épiscopale polonaise en 2007 ou 2008 avec une confirmation en 2011.

## Souvenir, vénération et reconnaissance

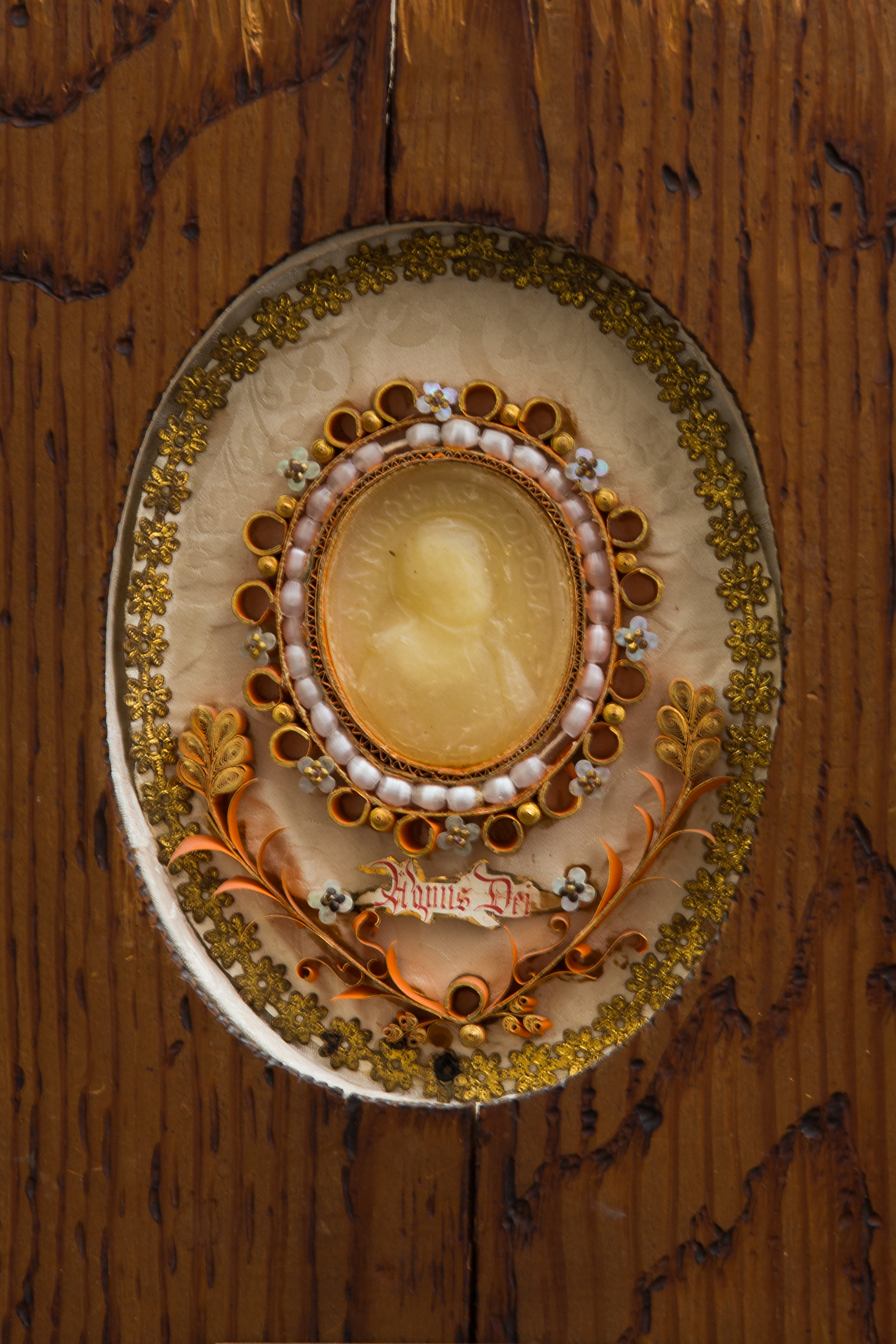
Agnus Dei représentant Saint André Bobola.

- André Bobola fut déclaré Vénérable en 1755 et béatifié en 1853 par le pape Pie IX. Le jour de Pâques, 1938 (17 avril) il est canonisé par le pape Pie XI. Liturgiquement il est commémoré le 16 mai.
- En 1994, à l’occasion du premier congrès (de l’ère post-communiste) des organisations et mouvements catholiques du pays, les services postaux de Pologne émettent un timbre à l’effigie d'André Bobola.
- André Bobola est le saint patron de la Pologne avec Saint Adalbert, évêque de Gniezno, et Saint Stanislas, évêque de Cracovie.

## Sources
- Hugues Beylard : La vie et la mort héroïque de Saint André Bobola, jésuite polonais, Paris, éditions Spes, 1938, 113 pp.
- Articles du Père Miroslaw Paciuszkiewicz.
- Saints et Bienheureux de la Compagnie de Jésus - F. Paillart - Édition 1900, (p. 151-152) - édition 1941, (p. 99-108).